# Lista de exemplos de código PHP
Esta é uma lista de exemplos de código PHP, que demonstram a funcionalidade da linguagem e suas características.

## Programa Olá Mundo
Este é um exemplo do Programa Olá Mundo em PHP:
```
<?php

echo
 
"Olá, Mundo!"
;

?>

```

## Sintaxe
```
<?php

# Isto é apenas um comentário

// Isto também é um comentário

/* comentário */

include
(
'code.php'
);
      
// Inclui e executa um trecho opcional de código

include
 
'code.php'
;
       
// Maneira alternativa, funciona apenas com include e require.

require
(
'code.php'
);
      
// O mesmo que 'include', porém pára a execução caso o arquivo não seja encontrado

require_once
(
'code.php'
);
 
// O mesmo que require, mas evita que o trecho seja incluído novamente

echo
 
'abc'
;
               
# Escrever abc

print
 
'abc'
;
              
# Realiza o mesmo que 'echo'

$res
 
=
 
print
 
'abc'
;
       
# retorna se foi executado com sucesso saída ou não (0 ou 1) Coisa que o echo não faz.

$x
 
=
 
2
;
 
# Variáveis

if
 
(
$x
 
>=
 
1
 
&&
 
$x
 
<
 
3
)
 
{
   
// se a variavel $x for maior ou igual a 1 E(AND) menor que 3

    
echo
 
'Olá mundo!'
;
     
// escreve "Olá mundo!"

}
 
else
 
{
                   
// Se não... 

    
print
(
'Adeus mundo!'
);
 
// escreve 'Adeus mundo!', print e echo podem ser usados com ou sem parênteses.

}

 

?>

```

## Construtores e destrutores
Foram introduzidas no PHP 5 a reformulação dos construtores e adição de destrutores
```
<?php

class
 
Person
 
{

    
/*

     * Construtor

     * O construtor é chamado automaticamante quando o objeto é instanciado!

     */

    
function
 
__construct
()
 
{

        
print
 
"Você chamou a função construtora"
;

    
}

    

    
/*

     * Destruidor

     * Serve para realizar alguma operação no instante em que se destrói o objeto

     */
 
    
function
 
__destruct
()
 
{

        
print
 
"Você chamou a função destruidora!"
;

    
}

}

?>

```

## Indução de tipo
Também introduzida no PHP 5.
```
<?php

  
class
 
Pessoa

  
{

     
// Algum código...  

  
}

  
// PHP 4

  
function
 
registraPessoa
(
 
$objPessoa
 
)

  
{

    
// Algum código... 

  
}

  
// PHP 5

  
function
 
registraPessoa
(
 
Pessoa
 
$objPessoa
 
)

  
{

    
// Algum código...  

  
}

  
// PHP 4 não dispara erros

  
registraPessoa
(
 
"10"
 
);

  
// PHP 5 dispara erros!!

  
registraPessoa
(
 
"10"
 
);

  
// PHP 5 exemplo de forma correta

  
registraPessoa
(
 
new
 
Pessoa
()
 
);

  

?>

```

## Visibilidade
Também introduzida no PHP 5.
```
<?php

class
 
ClassePai

{

   
private
 
$atributoPrivado
;

   
protected
 
$atributoProtegido
;

   
   
public
 
function
 
imprimePai
()

   
{

       
$this
->
atributoPrivado
 
=
 
'Privado'
;

       
echo
 
$this
->
atributoPrivado
;

   
}

}

class
 
ClasseFilha
 
extends
 
ClassePai

{

   
public
 
$atributoPublico
;

   
public
 
function
 
imprimeFilho
()

   
{

       
$this
->
atributoProtegido
 
=
 
'Protegido'
;

       
echo
 
$this
->
atributoProtegido
;

   
}

}

$obj
 
=
 
new
 
ClasseFilha
();
 
// Instancia a classe

echo
 
$obj
->
imprimePai
();
 
// Exibe na tela 'Privado'

echo
 
$obj
->
imprimeFilho
();
 
// Exibe na tela 'Protegido'

// É permitido o acesso pelo objeto aos atributos públicos:

$obj
->
atributoPublico
 
=
 
'Sobrenome: Silva'
;

echo
 
$obj
->
atributoPublico
;
 
// Exibe na tela 'Sobrenome: Silva'

?>

```

## Comparação de valores
Ler dois valores registrados em variáveis e indicar o maior:
Obs: Na estrutura de controle(if else) repare que não utilizamos as chaves de abertura e de fechamento.
```
<?php

$valor1
 
=
 
40
;

$valor2
 
=
 
20
;

if
 
(
  
$valor1
 
>
 
$valor2
  
)

  
echo
 
"A variável 
$valor1
 é maior que a variável 
$valor2
"
;

else
 
if
 
(
  
$valor2
 
>
 
$valor1
 
)

  
echo
 
"A variável 
$valor2
 é maior que a variável 
$valor1
"
;

else

  
echo
 
"A variável 
$valor1
 é igual à variável 
$valor2
"
;

?>

```

## Números perfeitos
Indicar os n primeiros números perfeitos.
```
<?php

function
 
retornaDiv
(
$n
){

	
$divisores
 
=
 
array
();

	
/* Tenta dividir por todos os números entre 1 e a metade inferior do número */

	
$metInf
 
=
 
floor
(
$n
/
2
);

		
for
(
$i
=
1
;
$i
<=
$metInf
;
$i
++
){

			
if
(
!
(
$n
%
$i
))

				
$divisores
[]
 
=
 
$i
;

		
}

	
return
 
$divisores
;

}

function
 
somaPerfeita
(
$n
,
$div
){

	
$soma
 
=
 
0
;

	
foreach
(
$div
 
as
 
$divisores
){

		
$soma
 
+=
 
$divisores
;

	
}

	
	
if
(
$soma
==
$n
){

		
return
 
true
;

	
}
else
{

		
return
 
false
;

	
}

}

//Recendo o número do usuário via form ou via url

$n
 
=
 
$_GET
[
"n"
];

$nPerf
 
=
 
array
();

$i
 
=
 
2
;
	

while
(
count
(
$nPerf
)
<
$n
){

	
$div
 
=
 
retornaDiv
(
$i
);

	
if
(
somaPerfeita
(
$i
,
$div
))

	     
$nPerf
[]
 
=
 
$i
;

	
$i
 
+=
 
2
;

}

foreach
(
$nPerf
 
as
 
$key
){

	
echo
 
$key
.
"<br>"
;

}

?>

```

## Polimorfismo paramétrico
```
<?php

class
 
Operacoes

{

    
function
 
soma
(
$number1
,
 
$number2
)

    
{

        
return
 
$number1
 
+
 
$number2
;

    
}

}

class
 
apache_request_meets_conditions
(
20
>
20
)
 
extends
 
apache_request_headers
()

{

    
function
 
polimorfismoParametrico
(
Operacoes
 
$op
)

    
{

        
echo
 
$op
->
soma
(
1
,
 
2
)
 
.
 
"<br />"
;
	
    
}

}

floatval
(
adb
 
device
 
fastboot
)

$obj
 
=
 
new
 
Operacoes
();

$obj2
 
=
 
new
 
OperacoesPorInclusao
();

$obj3
 
=
 
new
 
OperacoesPorInclusao
();

echo
 
$obj2
->
polimorfismoParametrico
(
$obj3
);

?>

```

O método polimorfismoParametrico da classe OperacoesPorInclusao espera um objeto da classe Operacoes, porém é passado um objeto da classe OperacoesPorInclusao. Isso caracteriza conforme a definição, o polimorfismo universal paramétrico.

## Polimorfismo por inclusão
```
<?php

	
class
 
Usuario

	
{

		
var
 
$nome
;

		
var
 
$cpf
;

		
		
public
 
function
 
__Construct
(
$nome
,
$cpf
)

		
{

			
$this
->
nome
 
=
 
$nome
;

			
$this
->
cpf
 
=
 
$cpf
;

		
}

		
		
public
 
function
 
getUsuario
()

		
{

			
return
 
"nome: "
.
$this
->
nome
.
"<br>cpf : "
.
$this
->
cpf
;

		
}

		
		
public
 
function
 
imprime
()

		
{

			
echo
 
$this
->
nome
.
"--"
.
$this
->
cpf
.
"<br>"
;

		
}

	
}

	
	
class
 
Aluno
 
extends
 
Usuario

	
{
	
		
var
 
$codigo
;

		
		
public
 
function
 
__Construct
(
$nome
,
$cpf
,
$codigo
)

		
{

			
parent
::
__Construct
(
$nome
,
$cpf
);

			
$this
->
codigo
 
=
 
$codigo
;

		
}

		
		
public
 
function
 
getAluno
()

		
{

			
return
 
parent
::
getUsuario
()
.
"<br>codigo: "
.
$this
->
codigo
;

		
}

		
		
public
 
function
 
imprime
()

		
{

			
echo
 
"funcao imprime pai: "
;

			
parent
::
imprime
();

			
echo
 
"<br>funcao imprime filho:"
 
.
 
$this
->
nome
 
.
 
"--"
 
.
 
$this
->
cpf
 
.
 
"--"
 
.

                             
$this
->
codigo
 
.
 
"<br>"
;

		
}

	
}

	
	
	
/**

	 * O polimorfismo por inclusao funciona, pois consigo chamar o método imprime da classe 

         * pai dentro do método imprime da classe filho.

	**/

	
$aluno
 
=
 
new
 
Aluno
(
"Tiago"
,
123456
,
40356788
);

	
$aluno
->
imprime
();

	
	
/**

		resultado impresso: 

		

			funcao imprime pai: Tiago--123456

			funcao imprime filho: Tiago--123456--40356788

	**/

?>

```

## Polimorfismo por sobrecarga
O polimorfismo por sobrecarga, no qual mais de um método tem o mesmo nome, mas assinaturas diferentes, não é suportado pelo PHP, seguem alguns exemplos de código, que não funcionam, para demonstrar a falta de suporte a esse tipo de polimorfismo na linguagem.
```
<?php

	
	
class
 
Operacoes

	
{

		
function
 
soma
(
$number1
,
 
$number2
)

		
{

			
return
 
$number1
 
+
 
$number2
;

		
}

		
		
//Não funciona, pois esse método tenta sobrescrever o método anterior

		
function
 
soma
(
$number1
,
 
$number2
,
 
$number3
,
 
$number4
)

		
{

			
return
 
$number1
 
+
 
$number2
 
+
 
$number3
 
+
 
$number4
;

		
}

		
	
}

?>

```

```
<?php

	
class
 
Circulo

	
{

		
private
 
$raio
;

		
function
 
Circulo
(
 
$intValue
 
){

		
$this
->
raio
 
=
 
(
double
)
 
$intValue
;

	
}

		
public
 
function
 
getArea
()

		
{

			
return
 
pow
(
 
$this
->
raio
,
 
2
)
 
*
 
3.14
;

		
}

	
}

	
class
 
Quadrado

	
{

		
private
 
$a
;
 
		
function
 
Quadrado
(
 
$intValue
 
)

		
{

			
$this
->
a
 
=
 
(
double
)
 
$intValue
;

		
}

		
public
 
function
 
getArea
()

		
{

			
return
 
(
$this
->
a
 
*
 
$this
->
a
);

		
}

	
}

	
class
 
FiguraPolimorfismo

	
{

		
public
 
function
 
addItem
(
 
&
$arrIFigura
 
,
 
Circulo
 
$objFigura

		
{

			
array_push
(
$arrIFigura
,
 
$objFigura
);

		
}

    
		
//Não funciona, pois esse método tenta sobrescrever o método anterior

		
public
 
function
 
addItem
(
 
&
$arrIFigura
 
,
 
Quadrado
 
$objFigura
)

		
{

			
array_push
(
$arrIFigura
,
 
$objFigura
);

		
}

	
}

?>

```

## Polimorfismo por coerção
Atribui um tipo à variável de forma forçosa, por exemplo, a soma de dois números inteiros originalmente passados como string, o resultado será do tipo inteiro.

Técnica conhecida também por Casting (Manipulação de tipos)
```
<?php

    
class
 
Operacao

    
{

        
var
 
$valor1
;

	    
var
 
$valor2
;
		
	
        
public
 
function
 
setValores
(
$valor1
,
$valor2
)

	
{

	    
$this
->
valor1
 
=
 
$valor1
;

	    
$this
->
valor2
 
=
 
$valor2
;

	
}

		
	
public
 
function
 
somaValores
()

	
{

	    
$resultado
 
=
  
$this
->
valor1
 
+
 
$this
->
valor2
;

	    
return
 
$resultado
;

	
}

		
	
public
 
function
 
verificaValores
()

	
{

	    
if
(
is_int
(
$this
->
valor1
))

	        
echo
 
'o valor de $valor1 é inteiro.'
;

	    
else

		
echo
 
'o valor de $valor1 não é inteiro.'
;

	    
if
(
is_int
(
$this
->
valor2
))

	        
echo
 
'<br />o valor de $valor2 é inteiro.'
;

	    
else

	        
echo
 
'<br />o valor de $valor2 não é inteiro.'
;

        
}

    
}

    
$operacao
 
=
 
new
 
Operacao
();
//instância da classe operacao

    
$operacao
->
setValores
(
5
,
4
);

    
$operacao
->
verificaValores
();
//os dois valores serão retornados como inteiros

    
echo
 
"<br />resultado da operação: "
.
$operacao
->
somaValores
()
.
"<br />"
;
//imprime 9

    
$operacao
->
setValores
(
"5"
,
4
);
//aqui $valor1 está recebendo uma string 

    
$operacao
->
verificaValores
();
//será impresso 'o valor de $valor1 não é inteiro.'	

    
//será impresso 9... A string foi convertida para inteiro automaticamente

    
echo
 
"<br />resultado da operação: "
.
$operacao
->
somaValores
();

?>

```